# Merritt Butrick
Merritt R. Butrick (Gainesville, 3 de setembro de 1959 – Hollywood, 17 de março de 1989) foi um ator de cinema e televisão norte-americano, mais conhecido por ter atuado na série Square Pegs e em dois filmes da franquia Star Trek: Star Trek II: The Wrath of Khan e Star Trek III: The Search for Spock. A  sua  estreia como ator foi no papel de violador em dois episódios da série Hill Street Blues em 1981. Faleceu vítima de neurotoxoplasmose e pneumonia derivadas à sua  infeção pelo  virus hiv, não se sabe como terá contraído o vírus, pois ele não falava abertamente da sua vida pessoal. Algumas fontes referem que Butrick seria  gay. , mas Kirstie Alley, que contracenou com ele no filme  Star Trek II: The Wrath of Khan, identificou Butrick como sendo bissexual, mas devido ao secretismo do ator, a vida sexual dele permaneceu um mistério até à sua morte.

## Filmografia
| Cinema    | Cinema                              | Cinema                   | Cinema                         |
| Ano       | Título                              | Papel                    | Notas                          |
| --------- | ----------------------------------- | ------------------------ | ------------------------------ |
| 1982      | Star Trek II: The Wrath of Khan     | Dr. David Marcus         |                                |
| 1982      | Zapped!                             | Gary Cooter              |                                |
| 1984      | Star Trek III: The Search for Spock | Dr. David Marcus         |                                |
| 1985      | Head Office                         | John Hudson              |                                |
| 1986      | Wired to Kill                       | Reegus (The Gang Leader) | Título alternativo: Booby Trap |
| 1987      | Shy People                          | Mike                     |                                |
| 1988      | Fright Night Part 2                 | Richie                   |                                |
| 1989      | Death Spa                           | David Avery              | (último papel em filmes)       |
| Televisão |                                     |                          |                                |
| Ano       | Título                              | Papel                    | Notas                          |
| 1981      | Hill Street Blues                   | Violador                 | 2 episódios                    |
| 1981      | Splendor in the Grass               | Glenn                    | Telefilme                      |
| 1981      | CHiPs                               | Kevin Whalen             | 1 episódio                     |
| 1982–1983 | Square Pegs                         | Johnny Slash             | 20 episódios                   |
| 1983      | When Your Lover Leaves              | Aaron Scott              | Telefilme                      |
| 1984      | Fame                                | Billy Christiansen       | 1 episódio                     |
| 1984      | Sweet Revenge                       | Captain Paul Dennison    | Telefilme                      |
| 1985      | Promises to Keep                    | Reg                      | Telefilme                      |
| 1986      | Blood & Orchids                     | Duane York               | Telefilme                      |
| 1986      | Stagecoach                          | Lieutenant Blanchard     | Telefilme                      |
| 1986      | When the Bough Breaks               | Tim Kruger               | Telefilme                      |
| 1987      | Vietnam War Story                   | Siska                    | 1 episódio                     |
| 1987      | Beauty and the Beast                | Shake                    | 1 episódio                     |
| 1987      | The Law & Harry McGraw              |                          | 1 episódio                     |
| 1988      | Why on Earth?                       | Oscar                    | Telefilme                      |
| 1988      | Jake and the Fatman                 | Taylor Fleming           | 1 episódio                     |
| 1988      | Star Trek: The Next Generation      | T'Jon                    | 1 episódio ("Symbiosis")       |
| 1988      | Hooperman                           |                          | 1 episódio                     |
| 1989      | From the Dead of Night              | Rick                     | Telefilme                      |